# Creation Records
Creation Records war ein britisches Plattenlabel, das zwischen 1983 und 2000 viele erfolgreiche Bands wie Primal Scream, Oasis, Felt, My Bloody Valentine, Ride und The Jesus and Mary Chain unter Vertrag hatte.

## Geschichte
Creation Records wurde 1983 von Alan McGee mit Hilfe eines Kredits über 1000 Pfund gegründet. Der Name stammt von der britischen Band The Creation, die McGee damals sehr bewunderte und deren Comeback-Alben Power Surge und Lay The Ghost er veröffentlichte. Durch die Veröffentlichung der Single Upside Down (1984) von Jesus and Mary Chain wurde die Band und das Label Creation schlagartig bekannt. Obwohl McGee JAMC managte, wechselten sie zur Aufnahme ihres ersten Albums Psychocandy zu Blanco y Negro. 1998 kehrten JAMC wieder zu Creation zurück. In der Folge waren viele erfolgreiche britische Bands der 1990er Jahre unter Vertrag bei Creation Records, dazu zählen Primal Scream, Jesus And Mary Chain, My Bloody Valentine, The House of Love, Teenage Fanclub, Ride und Oasis.
1990 bescherte Creation mit der Veröffentlichung von Nowhere von Ride die erste Chartplatzierung unter den Top 20. Ride brachte 1992 mit dem Song Leave Them All Behind die erste Top-10-Platzierung. 1991 erschienen die bahnbrechenden Alben Screamadelica von Primal Scream sowie Loveless von My Bloody Valentine. Allerdings war der „Independent“-Status des Labels zunehmend aufgeweicht, da es durch finanzielle Schwierigkeiten zu einer Kooperation und schließlich Übernahme durch Sony Music gekommen war.
1993 entdeckte McGee Oasis im Glasgower „King Tut's Wah Wah Hut“ und nahm sie sofort unter Vertrag. Deren 1994er Album Definitely Maybe stieg in den UK-Charts auf Platz 1 ein. Das Folgealbum What's the Story Morning Glory? verkaufte sich weltweit 10 Millionen Mal und machte Oasis zu einer der größten Rockbands jener Zeit. Weitere Alben erschienen von Sugar, den Boo Radleys sowie den Super Furry Animals. Die nächsten Jahre waren durch den großen Erfolg von Oasis geprägt. McGee nutzte die finanzielle Unabhängigkeit, die ihm die Einnahmen von Oasis bescherten dazu, Bands  und Künstler unter Vertrag zu nehmen, von denen er überzeugt war.
McGee sah Creation immer als ein „Rock'n Roll“-Label und weniger als ein „Indie“-Label. McGees Mission war es ursprünglich gewesen, unangepassten Künstlern bei Creation Records eine Chance zu geben. Er sah, dass sich sein Label unter dem Einfluss von Sony zunehmend veränderte. Konsequenterweise beendeten Alan McGee und Dick Green Creation Records im Januar 2000 und schlossen das Label. Jahre später gründete McGee das Poptones-Label, ein Label für vornehmlich digitale Musik. Das letzte Album, das 2000 auf Creation Records erschien, war bezeichnenderweise XTRMNTR von Primal Scream, die Band von McGees ältestem Freund Bobby Gillespie.